# Ammotrecha araucana
Ammotrecha araucana är en spindeldjursart som beskrevs av Cândido Firmino de Mello-Leitão 1942. 
Ammotrecha araucana ingår i släktet Ammotrecha och familjen Ammotrechidae. Inga underarter finns listade i Catalogue of Life.